# هلهوتون
هلهوتون (به انگلیسی: Helhoughton) یک روستا و محله مدنی در بریتانیا است که در North Norfolk واقع شده‌است. هلهوتون ۶٫۸۳ کیلومتر مربع مساحت و ۳۴۶ نفر جمعیت دارد.